# Perchtoldsdorf
Pertcholsdorf – gmina targowa w Austrii, w kraju związkowym Dolna Austria, w powiecie Mödling. leży na południe od Wiednia. Liczy 14 754 mieszkańców (1 stycznia 2014). Potocznie nazywana Petersdorf lub P’dorf.

## Współpraca
Miejscowość partnerska:
- Donauwörth, Niemcy